# Lobogeniates
Lobogeniates är ett släkte av skalbaggar. Lobogeniates ingår i familjen Rutelidae.

## Dottertaxa tillLobogeniates, i alfabetisk ordning[1]
- Lobogeniates abdominalis
- Lobogeniates alvarengai
- Lobogeniates alvinus
- Lobogeniates apicalis
- Lobogeniates bicolor
- Lobogeniates borgmeieri
- Lobogeniates brasiliensis
- Lobogeniates brevior
- Lobogeniates catharinae
- Lobogeniates catullus
- Lobogeniates collaris
- Lobogeniates curvidens
- Lobogeniates elegans
- Lobogeniates espiritosantensis
- Lobogeniates flavipes
- Lobogeniates flavolineatus
- Lobogeniates frontatus
- Lobogeniates fuscopunctatus
- Lobogeniates hirtus
- Lobogeniates immaculatus
- Lobogeniates laticosta
- Lobogeniates marronus
- Lobogeniates nigricans
- Lobogeniates nigripennis
- Lobogeniates palleolus
- Lobogeniates perezalcalai
- Lobogeniates pilicrus
- Lobogeniates punctipennis
- Lobogeniates sericopygus
- Lobogeniates signatus
- Lobogeniates signicollis
- Lobogeniates sinopensis
- Lobogeniates tucumanensis
- Lobogeniates waraputanus